# Amaury 6. af Montfort
Amaury VI de Montfort (1195-1241) var søn af den ældre Simon de Montfort, den 5. jarl af Leicester, og Alix af Montmorency og bror til den yngre Simon de Montfort, den 6. jarl af Leicester.
Han deltog i det Albigensiske korstog under sin fars kommando. Han arvede Toulouse-området, da hans far døde, men overdrog området til Kong Ludvig VIII i 1224. I 1230 blev Amaury marsk af Frankrig, en post som hans onkel, Mathieu II af Montmorency, tidligere havde haft. I 1239 deltog han i det Sjette Korstog og blev taget til fange efter nederlaget ved Gaza. Han blev fængslet i Cairo og frigivet i 1241, men døde samme år i Calabrien på vej hjem.